# Hans Jantzen
Hans Jantzen (* 26. April 1881 in Hamburg; † 15. Februar 1967 in Freiburg im Breisgau) war ein deutscher Kunsthistoriker.

## Leben
Hans Jantzen studierte Kunstgeschichte an der Universität Halle, wo er 1908 von Adolph Goldschmidt promoviert wurde; er habilitierte sich dort 1912 mit einer Schrift zum Thema „Farbenwahl und Farbengebung in der holländischen Malerei des 17. Jahrhunderts“. 
1916 wurde er Professor an der Universität Freiburg, 1931 wechselte er an die Universität Frankfurt am Main, 1935 wurde er an die Universität München berufen, wo er als Nachfolger von Wilhelm Pinder bis Kriegsende lehrte. Jantzen war förderndes Mitglied der SS und Mitglied der NS-Volkswohlfahrt. Am 8. Januar 1946 wurde er wegen seiner Nähe zum Nationalsozialismus entlassen, am 28. Februar desselben Jahres jedoch wieder in sein Amt eingesetzt. 
Von 1945 bis zu seiner Emeritierung 1951 war er Professor und Leiter des kunstgeschichtlichen Seminars der Universität München. Nach seiner Emeritierung zog er nach Freiburg, wo er zum Honorarprofessor der Universität ernannt wurde. 1959 erhielt er den Reuchlin-Preis der Stadt Pforzheim.
Seit 1936 war er ordentliches und seit 1953 korrespondierendes Mitglied der Bayerischen Akademie der Wissenschaften.

## Hans Jantzen und die „diaphane Struktur“
Jantzen gilt als  Mitbegründer der modernen Gotikforschung. Der von ihm geprägte Begriff Diaphanie gehört zum Grundwortschatz bei der Beschreibung und Analyse gotischer Kirchen.
Hans Jantzen hat 1927 den Begriff einer „diaphanen Struktur“ geprägt. Er verwies darauf, dass es in der gotischen Lichtführung und auch in der Konstruktion der Wand darauf ankommt, gleichsam zwei Schichten hintereinander zu setzen: eine plastisch geformte und bedeutungsgeladene vordere Schicht und eine optische Raumschale dahinter, die wie ein Fond wirkt, vor dem die vordere Schicht sich abhebt. Und diesem Prinzip entsprechen auch die immer größer werdenden Fenster. Bei ihnen ist das „Durchscheinende“ allein schon durch das Licht gegeben, bei der Wand muss dieser Effekt durch die Raumschale  erst konstruiert werden.
Jantzen sieht „das Verhältnis der körperplastisch geformten Wand zu den dahinterliegenden Raumteilen als Verhältnis zwischen Körper und Grund. Das heißt: die Wand als Begrenzung des gesamten Langhausinnern ist nicht ohne den Raumgrund faßbar […] Der Raumgrund selbst zeigt sich als optische Zone, die der Wand gleichsam hinterlegt ist. Im Terminus ‚Hinterlegung‘ spricht sich der Charakter der Bezogenheit vom Wandkörper zum Raumgrund aus. So will also der Begriff der diaphanen Struktur besagen, dass verschiedenartige Raumteile, die hinter dem Wandkörper (als Grenze des Hochschiffs) liegen, in ihrer Funktion als pure optische Erscheinung in die Stilbildung der Hochschiffwand eingreifen.“
Nach seiner Theorie ist das Mittelschiff in seiner ganzen Höhe von einer Raumschale mit verschiedener Tiefenschichtung umgeben, bei basilikalem Querschnitt in jedem Geschoss anders, doch werde jeweils das Prinzip der Zweischaligkeit gewahrt. 
Es geht hier nicht um Helligkeit allein, sondern darum, eine gestaltete Fläche transparent zu machen. Dieser Funktion dienen nach Jantzens Auffassung in der gotischen Kathedrale auch das Triforium und die Empore. Beide sorgen dafür, dass sich ein Zwei-Schalen-System in der gotischen Mauer entwickelt. Das Prinzip des „Diaphanen“ ist aus dem Kern des kultischen Vorgangs selbst zu deuten, der sich in der Kathedrale während des Gottesdienstes abspielt. In einem Paradox wird der Raum zum Symbol eines raumlosen, geistigen – metaphysischen – Zustandes.
Mit dem durchlichteten Triforium kann fast die gesamte Außenwand des Raumes in Licht und Farbe aufgelöst werden. Es entsteht eine ausdrucksstarke, expressive durchleuchtete Bildwand – denn zwischen das obere Fenstergeschoss und das untere Arkadengeschoss, das von den Seitenschiffwänden her Licht einströmen ließ, kommt als letztes, als drittes Glied das durchlichtete Triforium. Die trägen Mauermassen der Romanik sind in der Gotik  belebt worden, die Spannung des Raumes wurde gesteigert und der gesamte Bau in ein System intensiver Bildwelten verwandelt.

## Schriften (Auswahl)
- Geist und Schicksal der deutschen Kunst, in: Schriften zur völkischen Bildung, Hrsg. Johannes Bühler, Hermann Schaffstein Verlag, Köln 1935.
- Die deutsche Plastik des 13. Jahrhunderts, München 1941 (2. Aufl. 1944).
- Ottonische Kunst. F. Bruckmann, München 1947.
  - Neuausgabe: Rowohlts deutsche Enzyklopädie, Nr. 89; Reinbek bei Hamburg 1959.
- Kunst der Gotik: Klassische Kathedralen Frankreichs – Chartres, Reims, Amiens. Rowohlt, Hamburg 1957. 
  - Erweiterte Neuausgabe: Reimer, Berlin 1987, ISBN 3-496-00898-9.
- Die Naumburger Stifterfiguren. Reclam, Stuttgart 1959.
- Die Gotik des Abendlandes. Idee und Wandel. Du Mont Schauberg, Köln 1962.